# Enomotarcha chloana
Enomotarcha chloana är en fjärilsart som beskrevs av Holland 1893. Enomotarcha chloana ingår i släktet Enomotarcha och familjen tandspinnare. Inga underarter finns listade i Catalogue of Life.